# Henrik Hall
Henrik Hall (født 5. marts 1948 i Esbjerg, død 27. januar 2011 i Brønshøj) var en dansk sanger, sangskriver og musiker. Fra 1991 frem til sin død i 2011 var han medlem af den danske popgruppe Love Shop, hvor han bl.a. spillede på mundharpe og sang kor. I 2006 og 2008 udgav han desuden i eget navn albummene Solo og Chok suk og koma.
Henrik Hall blev født i Esbjerg, hvor han boede de første 10 år af sit liv, indtil familien flyttede til Herlev. I teenage-årene spillede Hall både på trommer, bas og keyboard, ligesom han kastede sig over mundharpen, der senere skulle blive hans musikalske varemærke.
Henrik Hall spillede mundharpe på to numre fra popgruppen Love Shop's debutalbum 1990 fra samme år. Efter en koncert på Roskilde Festival i 1991 blev Hall fast medlem af bandet, dannet i 1986 af sangskriver Hilmer Hassig og forsanger Jens Unmack.
Efter at have udgivet syv studiealbum i perioden 1990–2003 besluttede medlemmerne i Love Shop i sommeren 2004 at holde en pause. Efterfølgende trådte Hilmer Hassig ud af gruppen.
Pausen fra Love Shop benyttede Henrik Hall til at markere sig som solist. Første soloudspil, albummet Solo, udkom i marts 2006, og han modtog samme år prisen "P3 Respekten" ved P3 Guld. Albummet blev fulgt op af Chok suk og koma i februar 2008.
I 2010 spillede Hall mundharmonika på Volbeat-nummeret "Heaven Nor Hell" fra albummet Beyond Hell/Above Heaven. Anmeldere fra både Politiken og diskant.dk roste Halls medvirken på nummeret.
I november 2010 udgav Love Shop comeback-albummet Frelsens hær, hvor Hall for første gang bidrog til sangskrivningen. Umiddelbart efter måtte han melde fra til en række Love Shop-koncerter efter at være blevet yderligere svækket af sin kræftsygdom. Alligevel trådte Hall ind på scenen under en koncert i Vega i København og medvirkede på et enkelt nummer. Om beslutningen om at gå på scenen kort tid efter en blodprop sagde Hall, "Jeg ville det bare. Så var jeg ligeglad med, om jeg faldt om. (...) Jeg tænkte bare: "Det skider jeg på."
Henrik Hall døde den 27. januar 2011 i en alder af 62 år, efter flere års kræftsygdom og er begravet på Frederiksberg Ældre Kirkegård.

## Diskografi
- Solo, 2006
- Chok suk og koma, 2008